# Vision for Space Exploration

Budget prévisionnel de la NASA pour la Vision for Space Exploration.

Vision for Space Exploration est le programme de politique spatiale américain annoncé par le président des États-Unis George W. Bush le 14 janvier 2004 à la suite de l'accident de la navette spatiale Columbia en 2003. 

## Historique
La crise des subprimes et l'élection de Barack Obama provoquent l'enterrement de la totalité du programme en 2010.
Lors d'une conférence au Centre spatial Kennedy, le 11 mars 2019, l'administrateur de la NASA Jim Bridenstine fait part du projet Explore Moon To Mars, qui vise un retour humain sur la Lune et l'envoi d'astronautes sur Mars d'ici à 2030,.

## Description
Vision for Space Exploration redéfinit le programme spatial habité américain en intégrant la nécessité d'arrêter à court terme les vols de la navette spatiale américaine tout en fixant des objectifs ambitieux à la NASA : le retour sur la Lune pour préparer de futurs missions martiennes. L'un des buts poursuivis est de renouer avec les succès du programme Apollo.
Les points clés de ce programme sont :
- compléter la Station spatiale internationale d'ici à 2010 ;
- retirer la Navette spatiale américaine d'ici à 2010 ;
- dans le cadre du programme Constellation développer le vaisseau habité d'exploration spatiale Orion d'ici à 2008, et lancer son premier vol spatial habité d'ici 2014 ;
- développer une nouvelle famille de lanceurs civils Ares ;
- explorer la Lune avec des véhicules spatiaux robotisés d'ici 2008 et des véhicules spatiaux habités d'ici 2020 (avant-poste lunaire) ;
- explorer Mars et d'autres destinations au cours de missions robotisées et habitées.